# Bray Hill
Bray Hill (Schots: "Brae" (helling)) is een deel van Quarterbridge Road in de stad Douglas op het Britse eiland Man. Tijdens het eigenaarschap van de Graaf van Atholl heette het "Great Hill" en later, toen het deel uitmaakte van het landgoed van James Murray, de tweede graaf van Atholl, werd het "Siberia" genoemd. Bray Hill maakt deel uit van de Snaefell Mountain Course, het circuit dat sinds 1911 gebruikt wordt voor de Isle of Man TT en sinds 1923 ook voor de Manx Grand Prix.
Het vormt het een van de markante punten langs dit circuit en ligt tussen de TT Grandstand en de eerste mijlpaal richting Quarterbridge in de A2.

## Klim, top en afdaling
De klim vanaf de TT Grandstand via St Ninian's Crossroads gaat erg geleidelijk. St Ninian's ligt eigenlijk boven op Bray Hill, waarna een vrij vlak stuk van enkele honderden meters volgt. De afdaling via Quarterbridge Road kent echter een hellingsgraad van 12%, waardoor de snelheden enorm oplopen. Bovendien is de weg boven aan de helling niet te overzien, zeker niet voor de zijspanrijders, die lager zitten. In 1930 werd Charlie Dodsons snelheid gemeten tijdens de afdaling: 151 km/h. In 1936 reed Stanley Woods 155 km/h, in 1950 reden Jack Brett en Jackie Wood al 204 km/h. Tegenwoordig ligt de snelheid aan de voet van Bray Hill bij de snelste klassen tussen en 280- en 290 km/h, maar onder coureurs zijn er verschillende theorieën over de beste snelheid. In de jaren zestig verklaarde Mike Hailwood al dat zijn frame aan de voet van Bray Hill op de grond kwam, omdat de vering de klap niet aan kon. Tegenwoordig is dat bij veel coureurs nog zichtbaar aan de vonkenregen die ontstaat als ze aan de klim van Ago's Leap beginnen. In het programmaboekje van de TT van 1985 stond een opmerking van Joey Dunlop over Bray Hill: "The fast men at Bray Hill are not the quickest overall. In fact the ones who know what they are doing don't go down so quick". Meervoudig winnaar John McGuinness houdt zich ook aan die regel: Hoewel de telemetrie van zijn Ducati in 2003 290 km/h aangaf, is hij een van de coureurs die aan de voet van Bray Hill altijd probeert een veilige marge van ongeveer 2 meter tot de rand van het asfalt te houden. Het normale, dagelijkse verkeer dat 48 weken per jaar gebruikmaakt van de weg heeft ook zijn invloed. Zijspancoureur Jock Taylor verklaarde dat hij in het ene jaar het gas iets moest dichtdraaien, terwijl hij een jaar eerder nog volgas over Bray Hill was gereden. Toen de weg in de winter van 1980-1981 werd verbeterd werd Taylor opgeroepen om vóór de TT een aantal testritten alleen op Bray Hill te maken, waarvoor de weg speciaal werd afgesloten.

## Geschiedenis
Bray Hill maakte al deel uit van de Highroads Course en de Four Inch Course, die gebruikt werden voor de Gordon Bennett Trial en de RAC Tourist Trophy van 1904 tot 1922. In 1914 werd de start/finish van de Isle of Man TT naar Bray Hill verplaatst, en in 1920 verhuisde ze naar Nobles Park. Nog vóór Bray Hill in 1911 voor het eerst gebruikt werd in de Isle of Man TT was men al bezorgd over de risico's ter plaatse. Vlak voor Bray Hill lag St Ninian's Crossroads, waar twee onverharde wegen elkaar kruisten. De weg was al slecht, maar de kruisende karrensporen werkten als verkeersdrempels en de motorfietsen raakten daar ondanks de lage snelheden van die tijd al hevig in onbalans. Toen de snelheden in de jaren dertig hoger werden was de weg weliswaar verhard, maar toen begonnen de snelste motoren al los te komen van de grond. Voor de coureurs was het zaak de motorfiets onder controle te krijgen voordat ze aan de snelle afdaling van Bray Hill begonnen. Zelfs toen het asfalt in 1936 vernieuwd was bleef het een gevaarlijk punt.

## Ago's Leap
Het korte rechte stuk tussen Bray Hill en de eerste mijlpaal wordt Ago's Leap genoemd. De naam is afgeleid van Giacomo Agostini. Ago's Leap (Ago's Sprong) loopt na de afdaling van Bray Hill iets omhoog. Door de hoge snelheid kwam het voorwiel van Agostini omhoog, maar toen hij dat een keer had meegemaakt begon hij er een beetje een show van te maken. De wheelies van Agostini waren in die tijd nog tamelijk spectaculair en steeds meer coureurs kregen er plezier in. Ago's Leap werd een begrip onder publiek en coureurs en fotografen gingen speciaal aan de voet van Bray Hill staan om het fenomeen vast te leggen. Toen het vermogen van de motorfietsen toenam werd het voor de coureurs steeds moeilijker het voorwiel aan de grond te houden, maar dat was wel belangrijk want Ago's Leap was smaller dan de afdaling van Bray Hill. Ago's Leap is nooit een officiële naam geworden. In tegenstelling tot de officiële "markers" in het circuit staat er dan ook geen bordje van de organisatie.

## Voorvallen bij Bray Hill
- 1952: Tijdens de training voor de Senior (500 cc) klasse van de Manx Grand Prix verongelukte Michael Richardson bij Bray Hill.
- 2002: Tijdens de training voor de Isle of Man TT verongelukte Colin Daniels.
- 2003: Tijdens de "Parade Lap", een ereronde voor klassieke motorfietsen, verongelukte de Zwitser Peter Jarman met een Bultaco TSS 250.

## Voorvallen bij Ago's Leap
Ago's Leap blijk vooral gevaarlijk voor zijspancombinaties. Alle dodelijke ongevallen gebeurden met zijspancoureurs en bakkenisten.
- 1978: Tijdens de Sidecar TT verongelukten Malcolm Hobson en zijn bakkenist Kenny Birch bij Ago's Leap. Na een aantal incidenten na de start van de Sidecar TT waarbij ook de Zwitserse zijspancoureur Ernst Trachsel op Quarterbridge Road verongelukte, werden door de Isle of Man Highway Board verbeteringen aan het wegdek bij Bray Hill uitgevoerd. De oorzaak van deze ongevallen was een bult in het asfalt naast een putdeksel op Bray Hill. Het gevaar was onderkend, de coureurs waren gewaarschuwd en de plaats was met gele verf gemarkeerd, maar waarschijnlijk werd deze "bult" in de winter van 1978-1979 verwijderd.
- 1980: Zijspancoureur Marty Ames verongelukte op 31 mei bij Ago's Leap tijdens de Sidecar TT.
- 1986: Alan Jervis, de bakkenist van Dennis Holmes verongelukte op 30 mei tijdens de training van de Isle of Man TT.
- 1988: Ricky Dumble, de bakkenist van Scott Renwick, verongelukte op 2 juni tijdens de training van de Isle of Man TT.
- 2022: Zijspancoureur César Chanal en zijn bakkenist Olivier Lavorel verongelukten op 4 juni tijdens de eerste zijspanrace, maar Lavorel overleed pas op 24 oktober aan zijn verwondingen. Op 10 juni, tijdens de tweede zijspanrace, verongelukten zijspancoureur Roger Stockton en zijn zoon Bradley Stockton.

## Trivia

### Eerste kennismaking
Omdat St Ninian's Crossroads, Bray Hill en Ago's Leap in de eerste mijl van het circuit liggen, vormen ze ook de eerste kennismaking met de Mountain Course voor nieuwkomers. Tegenwoordig wordt er alles aan gedaan om nieuwkomers rustig te laten kennismaken met het circuit, maar zijspancoureur Colin Seeley moest het in 1961 zelf ontdekken. Hij verklaarde in zijn autobiografie "Racer... And the rest" dat hij dat samen met bakkenist Wally Rawlings in een bestelbusje deed. Toen ze aan de voet van Bray Hill kwamen waren ze "ontzet".

### Spanning en stroom
Graeme Crosby monteerde in 1980 een 30-liter tank op zijn Suzuki om minder pitstops te maken. In de afdaling van Bray Hill werd die tank door zijn eigen gewicht op de elektrische installatie gedrukt, waardoor Crosby onder stroom kwam te staan. Crosby moest echter voorover blijven leunen om druk op het voorwiel te houden en pas in de klim op Ago's Leap kon hij weer, letterlijk, ontspannen.
(Markante punten in cursief zijn onofficiële punten of worden alleen gebruikt binnen Marshal Sectors)
1e mijl:
TT Grandstand ·
Nobles Park ·
St Ninian's Crossroads ·
Bray Hill ·
Ago's Leap ·
Quarterbridge Road ·
1st Milestone ·
2e mijl:
Wal Handley Memorial Seat ·
Quarterbridge ·
Port-y-Chee Meadow ·
Braddan Bridge ·
Jubilee Oak ·
Braddan Bridge House ·
Braddan Depot ·
Snugborough (Cronk Dhoo) ·
2nd Milestone ·
3e mijl:
Union Mills (Mullen Dhoo, Mwyllin Dhoo Aah, Mullin Doway) ·
Railway Inn ·
Ballahutchin Hill (Elm Bank Hill) ·
3rd Milestone ·
4e mijl:
Ballafreer ·
Glenlough ·
Ballagarey Corner ·
Glen Vine (Glen Darragh) ·
Ballabeg ·
4th Milestone ·
5e mijl:
Crosby ·
Crosby Left (Vicarage Corner) ·
Crosby Cross-Roads ·
5th Milestone ·
6e mijl:
Crosby Hill (Ballaglonney Hill of Halfway Hill) ·
Halfway House (The Waggon & Horses) ·
St Trinian's ·
The Highlander ·
Greeba Verandah ·
Pear Tree Cottage ·
Greeba Castle ·
6th Milestone ·
7e mijl:
Appledene (Shimmin's Corner) ·
Central Valley (Greeba Gap) ·
Greeba Bridge ·
The Hawthorn ·
Knock Breck ·
Gorse Lea ·
7th Milestone ·
8e mijl:
Ballagarraghyn ·
Ballacraine ·
Ballaspur ·
Ballig ·
8th Milestone ·
9e mijl:
Ballig Bridge ·
Doran's Bend ·
Laurel Bank ·
9th Milestone ·
10e mijl
Glen Moar Mill ·
Black Dub ·
Quarter-Distance Marker ·
The Vaish ·
Glen Helen (Glen Rhenass) ·
Sarah's Cottage ·
Creg Willey's Hill ·
10th Milestone ·
11e mijl:
Lambfell Beg ·
Lambfell (Moar) Cottage ·
Cronk-y-Voddy (Cronk-y-Voddy Straight) ·
Cronk-y-Voddy Cross Roads ·
Molyneux's ·
Cronk Bane Farm ·
11th Milestone ·
12e mijl:
Drinkwater's Bend ·
Handley's Corner (Cronk-y-Fedjag, Ballamenagh) ·
12th Milestone ·
13e mijl:
McGuinness's (Shoughlaigue Bridge) ·
Ballaskyr ·
Barregarrow Cross Roads (Cronk Aashen) ·
Barregarrow ·
Little Bray ·
Barregarrow Bottom ·
Cammal Farm ·
Cronk Urleigh ·
13th Milestone ·
14e mijl:
Ballalonna Bridge ·
Westwood Corner ·
Ballakinnag ·
14th Milestone ·
15e mijl:
Douglas Road Corner ·
Glen Wyllin Corner ·
The Mitre ·
Dave Saville Memorial Seat ·
Kirk Michael ·
The White House ·
15th Milestone ·
16e mijl:
Birkin's Bend ·
Rhencullen ·
Bishopscourt ·
Bishopscourt Farm Bends ·
Bishopscourt Straight ·
Orrisdale North ·
16th Milestone ·
17e mijl:
Dub Cottage (Bishop's Dub) ·
Alpine Cottage ·
Balla Cobb ·
17th Milestone ·
18e mijl:
Ballaugh Bridge ·
Ballaugh ·
Gwen's ·
Ballacrye Corner ·
Ballacrye ·
18th Milestone ·
19e mijl:
Quarry Bends ·
Ballavolley ·
Wildlife Park ·
Sulby Straight ·
Half-distance Marker ·
19th Milestone ·
20e mijl:
Sulby ·
Sulby Glen Hotel ·
Sulby Crossroads ·
Sulby Bridge ·
20th Milestone ·
21e mijl:
Ginger Hall ·
Kerrowmoar ·
21st Milestone ·
22e mijl:
Glen Duff ·
Glentramman ·
Temple Corner (Water Through Corner) ·
Glentramman Loop Road ·
Churchtown ·
Caravan ·
22nd Milestone ·
23e mijl:
Lezayre War Memorial ·
Ballakillingan ·
Conker Fields ·
K-tree ·
Sky Hill ·
Milntown Cottage (Pinfold Cottage) ·
Milntown Bridge (Glen Auldyn Bridge) ·
Milntown ·
Gardener's Lane ·
23rd Milestone ·
24e mijl:
Lezayre Road ·
School House Corner (Crossags, Russel's Corner) ·
Parliament Square ·
Queen's Pier Road ·
Ramsey Depot ·
Cruickshanks Corner ·
May Hill ·
24th Milestone ·
25e mijl:
Whitegates ·
Stella Maris ·
Ramsey Hairpin ·
Little Gooseneck ·
Water Works Corner ·
Ballure Reservoir ·
Mountain Section ·
Tower Bends ·
25th Milestone ·
26e mijl:
Gooseneck ·
Joey's (26th Milestone) ·
27e mijl:
Guthrie's Memorial ·
The Cutting ·
27th Milestone ·
28e mijl:
Milligan's Bridge ·
Mountain Mile ·
28th Milestone ·
29e mijl:
Three-Quarter distance marker ·
Mountain Box (East Mountain Gate, East Snaefell Gate) ·
29th Milestone ·
30e mijl:
Casey's (Rice's Corner, George's Folly) ·
Black Hut (Stonebreakers Hut, Shepherd's Hut) ·
John Smyth Memorial Shelter ·
Verandah ·
30th Milestone ·
31e mijl:
Bungalow Bridge ·
Stonebridge ·
Les Graham Memorial ·
Bungalow Bends ·
McIntyre Box ·
Murray's Museum ·
Joey Dunlop Memorial ·
The Bungalow ·
31st Milestone ·
32e mijl:
Hailwood's Rise ·
Hailwood's Height ·
Brandywell (West Mountain Gate, Beinn-y-Phott Gate, Bungalow Gate) ·
Duke's (32nd Milestone) ·
33e mijl:
Windy Corner (Nobles Corner) ·
Nobles Park Road ·
Slieu Lhost Quarry ·
Thirty-Third (33rd Milestone) ·
34e mijl:
Keppel Gate (Clarke's Corner) ·
Kate's Cottage (Shepherd's House) ·
34th Milestone ·
35e mijl:
Creg-ny-Baa (the Keppel Hotel) ·
Gob-ny-Geay (Sunny Orchard) ·
35th Milestone ·
36e mijl:
Brandish Corner (Telegraph Hill, O'Donnell's en Upper Hillberry Corner) ·
Hillberry Corner ·
36th Milestone ·
37e mijl:
Glen Dhoo Farm ·
Hillberry Road ·
Cronk-ny-Mona ·
Johnny Watterson's Lane ·
Signpost Corner ·
Bedstead Corner ·
The Nook ·
37th Milestone ·
38e mijl:
Bemahague ·
Governor's Bridge ·
Governor's Dip ·
Glencrutchery Road ·
38th Milestone